# آزمایشگاه‌های سیستم یونیکس در برابر بی‌اس‌دی‌آی
آزمایشگاه‌های سیستم یونیکس در برابر بی‌اس‌دی‌آی یک شکایت حقوقی در ایالات متحده آمریکا بود که در سال ۱۹۹۲ توسط آزمایشگاه‌های سیستم یونیکس علیه بی‌اس‌دی‌آی و دانشگاه کالیفرنیا، برکلی به دلیل مالکیت فکری مربوط به یونیکس اقامه شد. در سال ۱۹۹۳ پرونده پس از آنکه قاضی شک خود را در مورد اعتبار مالکیت فکری آزمایشگاه‌های سیستم یونیکس با شرکت ناول (که در آن زمان آزمایشگاه‌های سیستم یونیکس را خریداری کرده بود) و بی‌اس‌دی‌آی در میان گذاشت، دو شرکت موافقت کردند دیگر در مورد بی‌اس‌دی که بعدها به خانوادهای از سیستم عامل‌ها تبدیل شد، علیه یکدیگر اقامه دعوا نکنند و هریک در محدوده بازار خود فعالیت کنند.